# Natali Broods
Pour les articles homonymes, voir Broods.
Natali Broods, née le 11 septembre 1976, est une actrice belge.

## Filmographie

### Cinéma

#### Courts métrages
- 2001 : Maria de Fien Troch
- 2005 : Exit de Dave Van den Heuvel : Petra
- 2006 : Granitsa de Vanja d'Alcantara
- 2009 : Afterday de Nico Leunen  : Emma
- 2009 : Helsinki de Caroline De Maeyer
- 2010 : Misschien Later de Moon Blaisse  : Lieve
- 2013 : The Fall  de Kristof Hoornaert  : Femme

#### Longs métrages
- 1998 : Brussels Midnight : Barbara
- 1998 : S. : S.
- 2003 : Any Way the Wind Blows de Tom Barman : Natalie
- 2004 : 10 jaar leuven kort (collectif)
- 2005 : Een ander zijn geluk de Fien Troch : Gerda
- 2009 : La Merditude des choses (De helaasheid der dingen) de Felix van Groeningen : Rosie
- 2011 : Swooni de Kaat Beels : Vicky
- 2014 : Waste Land de Pieter Van Hees : Kathleen Woeste
- 2015 : Galloping Mind de Wim Vandekeybus : Sarah
- 2016 : Home de Fien Troch : Professeur
- 2016 : My First Highway de Kevin Meul : Mom
- 2017 : Façades de Nathalie Basteyns et Kaat Beels: Alex
- 2018 : Cleo de Eva Cools : Arianne